# Улица Бажова (Екатеринбург)

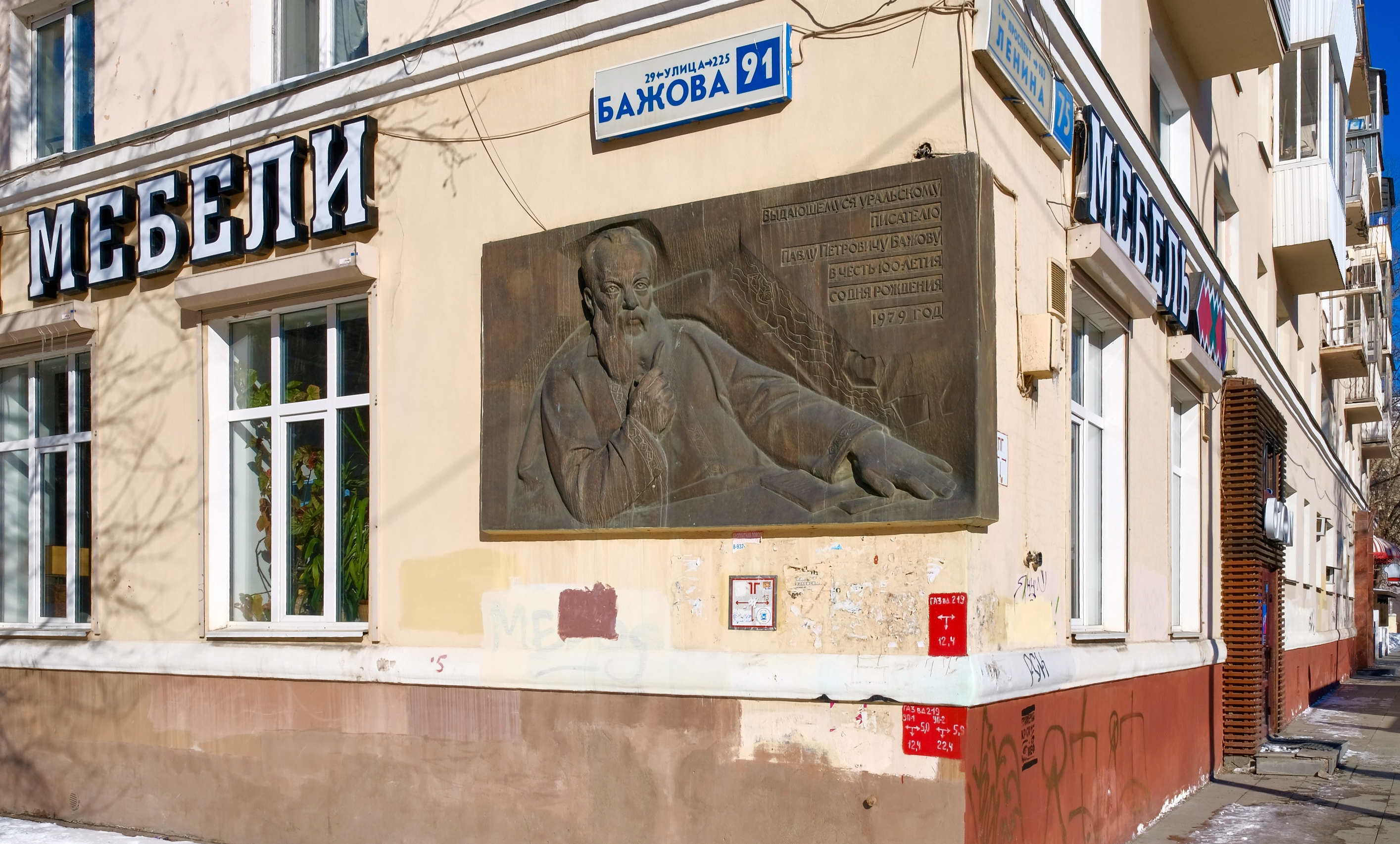
Мемориальная доска с горельефом П. П. Бажова на углу дома по адресу Бажова, 91/Ленина, 75

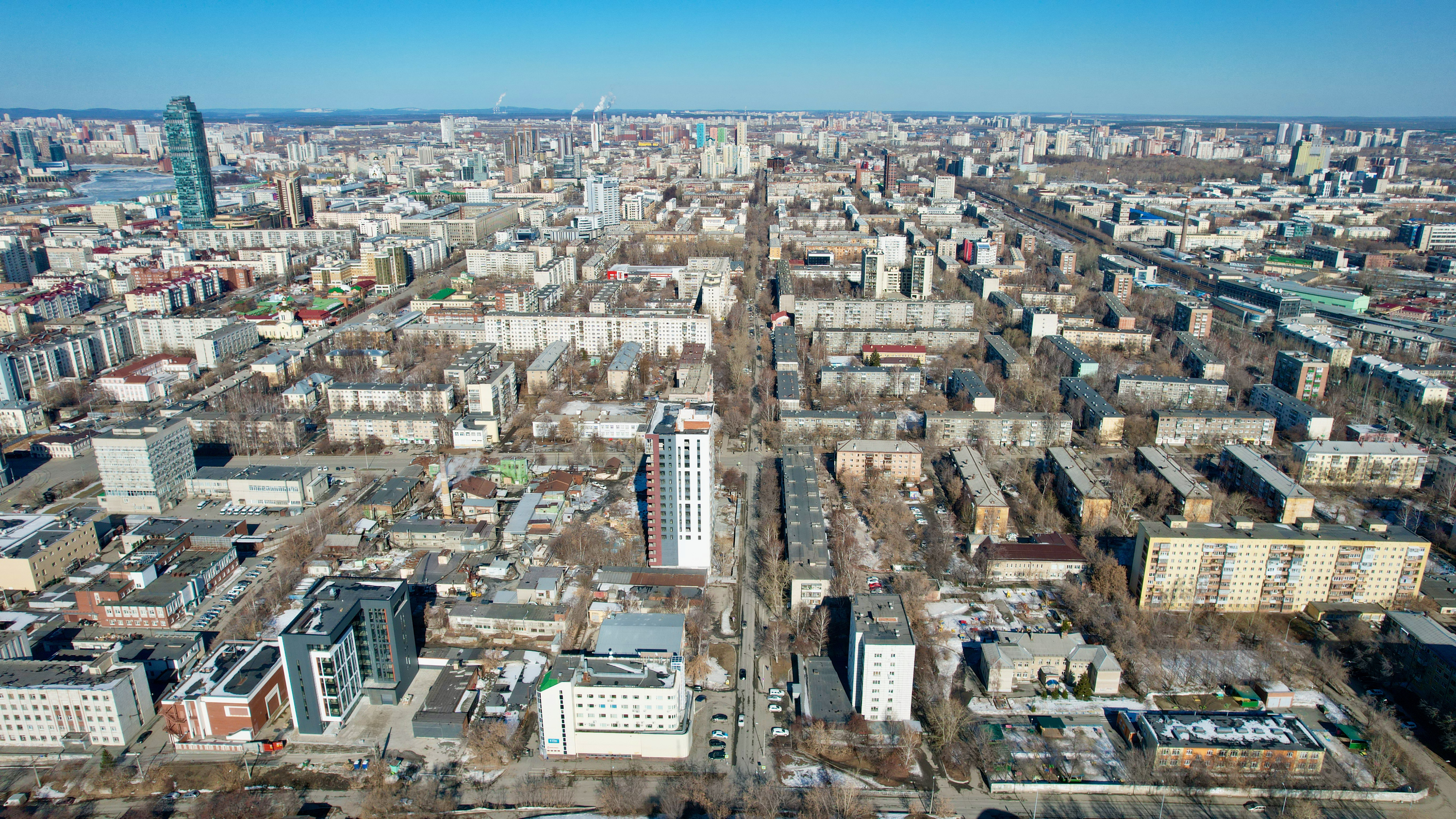
Вид на север от Метеогорки

У́лица Бажо́ва (бывшая Обсерваторская улица) расположена между улицей Шевченко и улицей Тверитина, дома № 31а — 91, 68 — 78, до проспекта Ленина — в Кировском районе, № 99 — 225, 124-А — 174 — в Октябрьском районе Екатеринбурга. Протяжённость улицы с севера на юг составляет 2650 м.
Своё современное название улица получила в честь уральского писателя Павла Петровича Бажова.

## История, архитектура и достопримечательности
Южная оконечность улицы в XVIII веке находилась у так называемой Плешивой горки, где в 1836 году была открыта магнитно-метеорологическая обсерватория (современный Уральский гидрометеоцентр), которая и дала улице название Обсерваторской.
Улица была застроена в основном одноэтажным деревянными строениями. Одно из первых кирпичных зданий на улице Здание Народной школы было выполнено по проекту, созданному в 1913 году.
В 1939 году было закончено строительство 4-этажного кирпичного здания школы № 38 (дом № 31А). Школа была расформирована в 2006 году, а в здании с сентября 2016 года (после комплексной реконструкции) размещается Кировский районный суд города Екатеринбурга. После войны квартал между улицами Шевченко и Шарташской был застроен 3-этажными шлакоблочными домами № 35—45 (сданы в 1949—1950). В конце 1950-х годов началась застройка улицы 5-этажными жилыми домами в «хрущёвском» стиле (дома № 75 и 125 сданы в 1960, № 127, 75, 61 — в 1961, 130 — в 1963, 162 (с библиотекой) и 185 — в 1966, 183 и 189 — в 1968). Затем строились более поздние серии домов, в основном кирпичных (дома № 57 и 99 сданы в 1969, 103 — в 1971, 9-этажные № 191 — в 1972 и 161 — в 1973, 5-этажные 223 и 225 — в 1973). В 1974 году для телефонизации района сдано здание АТС-24 (дом № 170). Наконец, в 1978—1979 годах, во время многоэтажной застройки жилого района Парковый, были снесены последние кварталы с одноэтажным деревянными домами от ул. Тверитина до ул. Ткачей — улица сократилась до ул. Тверитина. С июля 2005 года на месте подшипникового завода велось строительство высотного жилого квартала «Бажовский» (19-этажный монолитный дом № 68, отнесённый к ул. Бажова, сдан в 2008 году).
На улицу выходят боковые фасады и границы территории подшипникового завода (снесён в 2004—2005 годах), штаба Уральского военного округа, жилого комплекса Госпромурала, сада имени Энгельса. На стене углового дома при пересечении улицы с проспектом Ленина установлена мемориальная доска, посвящённая памяти П. П. Бажова.